# Văn hóa Việt Nam

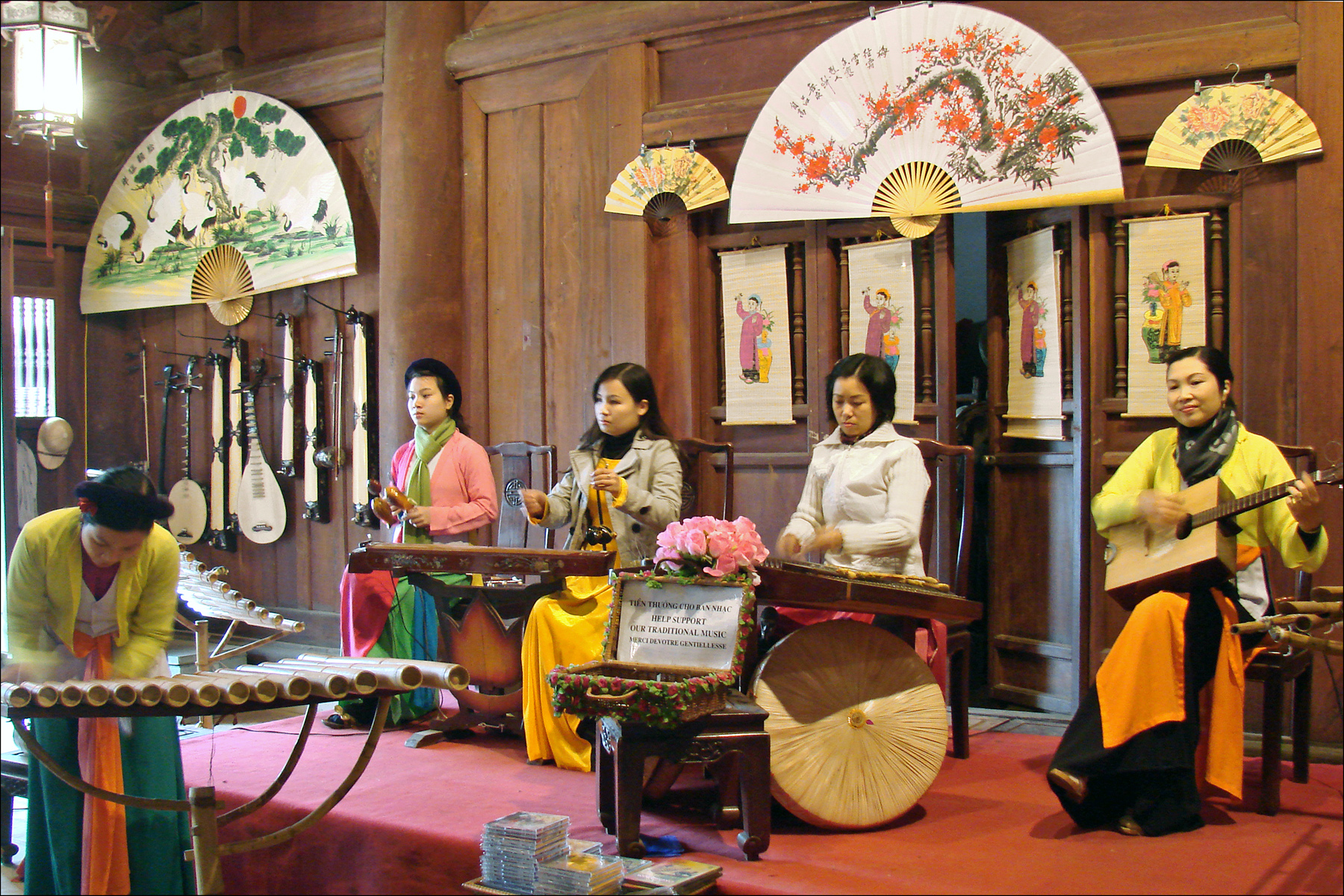
Một số đặc trưng của văn hóa Việt Nam: Phụ nữ Việt Nam với áo tứ thân, áo dài, nón quai thao đang chơi các nhạc cụ
, Hắc cô
như đàn bầu, tam thập lục, đàn tứ, k'lông pút. Trên tường treo đàn nguyệt, đàn tỳ bà, đàn nhị cùng tranh Tố Nữ

Cờ ngũ sắc

Văn hóa Việt Nam được hiểu và trình bày dưới các quan niệm khác nhau:
- Quan niệm thứ nhất: đó là đồng nhất văn hóa Việt Nam với văn hóa của người Kinh, trình bày lịch sử văn hóa Việt Nam chỉ như là lịch sử văn minh của người Việt.
- Quan niệm thứ hai: Văn hóa Việt Nam là toàn bộ văn hóa các dân tộc Việt Nam cư trú trên mảnh đất Việt Nam, chỉ có văn hóa từng tộc người, không có văn hóa dân tộc/quốc gia.
- Quan niệm thứ ba: Văn hóa Việt Nam là cộng đồng văn hóa dân tộc/quốc gia, đây là nền văn hóa dân tộc thống nhất trên cơ sở đa dạng sắc thái văn hóa tộc người. Khái niệm dân tộc/quốc gia chỉ một quốc gia có chủ quyền, trong đó phần lớn công dân gắn bó với nhau bởi những yếu tố tạo nên một dân tộc. Quan niệm thứ ba này hiện nay đang là quan niệm chiếm số đông bởi các nhà nghiên cứu, các nhà quản lý trong lĩnh vực văn hóa Việt Nam, vì vậy nội dung về văn hóa Việt Nam sẽ được trình bày theo quan niệm thứ ba, văn hóa Việt Nam theo hướng văn hóa dân tộc.[1]

Văn hoá Việt Nam mang tính đa dạng cao. Dù vị trí địa lý nằm ở Đông Nam Á, văn hoá Việt Nam đôi khi được coi là một phần của vùng văn hoá Đông Á (cùng Trung Quốc, Hàn Quốc và Nhật Bản) bởi nhiều sự tương đồng.

## Đặc trưng cơ bản
Văn hóa Việt Nam dưới quan niệm là văn hóa dân tộc thống nhất trên cơ sở đa sắc thái văn hóa tộc người được thể hiện ở ba đặc trưng chính:
- Đặc trưng thứ nhất: Việt Nam có một nền văn hóa phong phú và đa dạng trên tất cả các khía cạnh, người Việt cùng cộng đồng 54 dân tộc có những phong tục đúng đắn, tốt đẹp từ lâu đời, có những lễ hội nhiều ý nghĩa sinh hoạt cộng đồng, những niềm tin bền vững trong tín ngưỡng, sự khoan dung trong tư tưởng giáo lý khác nhau của tôn giáo, tính cặn kẽ và ẩn dụ trong giao tiếp truyền đạt của ngôn ngữ, từ truyền thống đến hiện đại của văn học, nghệ thuật.
- Đặc trưng thứ hai: Sự khác biệt về cấu trúc địa hình, khí hậu và phân bố dân tộc, dân cư đã tạo ra những vùng văn hoá có những nét đặc trưng riêng tại Việt Nam. Từ cái nôi của văn hóa Việt Nam ở đồng bằng sông Hồng của người Việt chủ đạo với nền văn hóa Kinh Kỳ, văn hóa làng xã và văn minh lúa nước, đến những sắc thái văn hóa các dân tộc miền núi tại Tây Bắc và Đông Bắc. Từ các vùng đất biên viễn của Việt Nam thời dựng nước ở Bắc Trung Bộ đến sự pha trộn với văn hóa Chăm Pa của người Chăm ở Nam Trung Bộ. Từ những vùng đất mới ở Nam Bộ với sự kết hợp văn hóa các tộc người Hoa, người Khmer đến sự đa dạng trong văn hóa và tộc người ở Tây Nguyên.
- Đặc trưng thứ ba: Với một lịch sử có từ hàng nghìn năm của người Việt cùng với những hội tụ về sau của các dân tộc khác, từ văn hóa bản địa của người Việt cổ từ thời Hồng Bàng đến những ảnh hưởng từ bên ngoài trong hàng nghìn năm nay. Với những ảnh hưởng từ xa xưa của Trung Quốc và Đông Nam Á đến những ảnh hưởng của Pháp từ thế kỷ 19, phương Tây trong thế kỷ 20 và toàn cầu hóa từ thế kỷ 21. Việt Nam đã có những thay đổi về văn hóa theo các thời kỳ lịch sử, có những khía cạnh mất đi nhưng cũng có những khía cạnh văn hóa khác bổ sung vào nền văn hóa Việt Nam hiện đại.

Một số yếu tố thường được coi là đặc trưng của văn hóa Việt Nam khi nhìn nhận từ bên ngoài bao gồm tôn kính tổ tiên, tôn trọng các giá trị cộng đồng và gia đình, thủ công mỹ nghệ, lao động cần cù và hiếu học. Phương Tây cũng cho rằng những biểu tượng quan trọng trong văn hóa Việt Nam bao gồm rồng, rùa, hoa sen và tre.

## Tổ chức xã hội
Từ ngàn năm nay, hai đơn vị xã hội quan trọng nhất trong văn hóa là Làng (thôn) và Nước (quốc gia). Tục ngữ Việt Nam có câu "Làng đi đôi với nước". Các đơn vị tổ chức trung gian là Huyện và Tỉnh.
Quan hệ họ hàng đóng một vai trò rất lớn ở Việt Nam. Không giống như sự nhấn mạnh cá nhân của văn hóa phương Tây, văn hóa Phương Đông đánh giá cao vai trò của gia đình và tinh chất gia tộc. Trong văn hóa phương Đông (đặc biệt là vùng Văn hóa chữ Hán), văn hóa Trung Quốc coi trọng giá trị gia đình hơn gia tộc, trong khi ở văn hóa Việt Nam đặt gia tộc cao hơn gia đình. Gia tộc luôn có một tộc trưởng, bàn thờ gia tộc (nhà thờ họ), và đám tang người Việt luôn có sự tham gia của cả gia tộc.
Trước đây hầu hết các cư dân ở một địa phương có quan hệ huyết thống. Điều đó thực tế vẫn còn thấy trong tên làng như Đặng Xá (nơi có người họ Đặng là chủ yếu), Châu Xá, Lê Xá... Ở vùng Tây Nguyên truyền thống nhiều gia đình trong một gia tộc cư trú trong một nhà dài vẫn còn phổ biến. Ở nông thôn Việt Nam ngày nay, ta vẫn có thể thấy ba hay bốn thế hệ sống dưới một mái nhà.
Bởi vì mối quan hệ họ hàng có vai trò quan trọng trong xã hội, nên tồn tại một hệ thống phân cấp phức tạp các mối quan hệ. Trong xã hội Việt Nam, có chín thế hệ khác nhau. Người trẻ tuổi có thể có một vị trí cao hơn trong hệ thống phân cấp của gia đình hơn và vẫn phải được tôn trọng như một người lớn tuổi. Ví dụ, nếu cha mẹ, của một đứa trẻ lớn tuổi, có một người anh/chị lớn tuổi nhưng có con trẻ tuổi hơn so với con mình, thì con họ sẽ ở vị trí thấp hơn trong gia đình. Nói cách khác, bạn phải đối xử với người anh em họ trẻ tuổi của bạn như một người lớn tuổi, nếu cha của bạn là em trai của bố người anh em họ đó.
Hệ thống phức tạp của các mối quan hệ, là kết quả của cả Nho giáo và các chuẩn mực xã hội được chuyển tải thông qua việc sử dụng rộng rãi của các đại từ khác nhau trong tiếng Việt, trong đó có một mảng rộng lớn của sự kính trọng để biểu thị trạng thái của người nói liên quan đến những người mà họ đang nói chuyện đến. Xưng hô trong tiếng Việt đã trở thành đặc trưng của văn hóa Việt Nam.

## Văn hóa Việt Nam theo quan điểm dân tộc học

### Tín ngưỡng

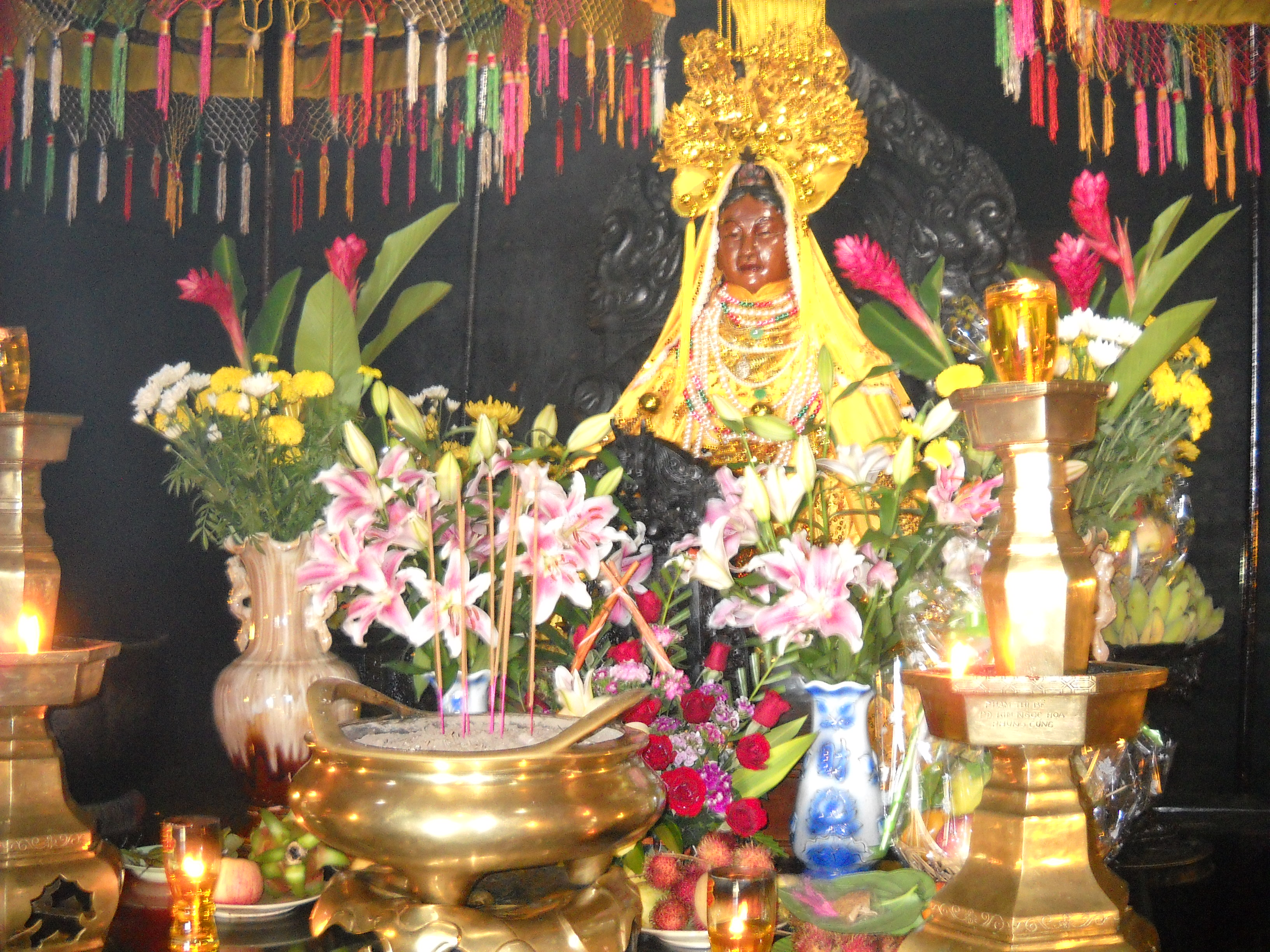
Tín ngưỡng thờ bà Ponagar/Thiên Y A Na được cả người Chăm và người Việt thờ tại Nha Trang

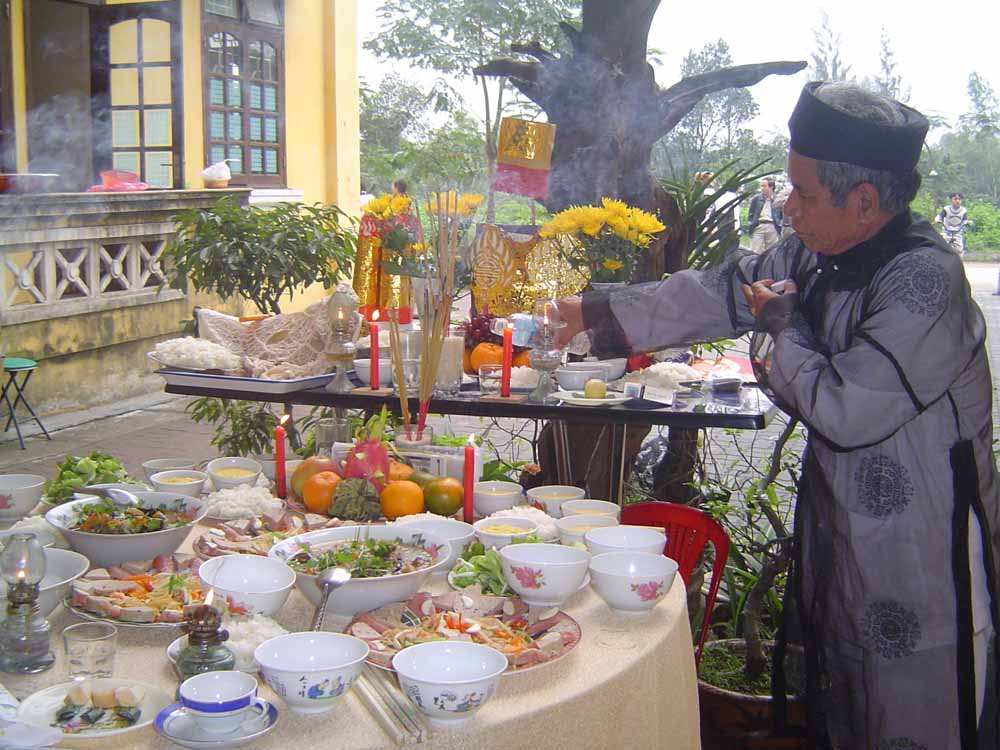
Cụ già mặc áo dài the cúng Tất Niên nhân dịp Tết Nguyên Đán

Như mọi nơi trên thế giới, từ thuở xa xưa các dân tộc trên đất Việt Nam đã thờ rất nhiều thần linh. Các dân tộc thờ tất cả các thế lực vô hình và hữu hình mà thực chất là các hiện tượng thiên nhiên và xã hội chưa thể giải thích được vào thời đó. Ngày nay nhờ những nghiên cứu, những lễ hội, những phong tục hiện hữu chúng ta biết nhiều hơn về cuộc sống vật chất cũng như tinh thần của các dân tộc Việt Nam cổ nói chung và tín ngưỡng của họ nói riêng
Người xưa cho rằng bất cứ vật gì cũng có linh hồn, nên người ta thờ rất nhiều thần, nguyên thủy họ thờ thần Mặt Trời, thần Mặt Trăng, thần Đất, thần Sông, thần Biển, thần Sấm, thần Mưa,...những vị thần gắn với những ước mơ thiết thực của cuộc sống người dân nông nghiệp. Đi sâu vào cuộc sống hằng ngày họ thờ thần Nông là thần trông coi việc đồng áng, thần Lúa, thần Ngô với hy vọng lúc nào ngô lúa cũng đầy đủ. Không chỉ các vị thần gắn với đời sống vật chất, các dân tộc còn thờ các vị thần gắn với đời sống tinh thần của họ. người Việt thờ các thần Thành Hoàng, các vị anh hùng dân tộc, các vị thần trong đạo mẫu. Họ là các vị thần có công lớn với đất nước, với làng xã, dân chúng thờ phụng các vị thần này để tỏ lòng biết ơn và cầu mong các vị phù hộ họ. Cũng như người Việt, người Hoa thờ các vị thần Quan Công, Thần Tài. Người Chăm thờ các vị thần như Po Nagar, Po Rome,...
Thờ cúng tổ tiên và cúng giỗ người đã mất là một tục lệ lâu đời của người Việt và một số dân tộc khác. Họ tin rằng linh hồn của tổ tiên cũng ở bên cạnh con cháu và phù hộ cho họ. Chính vì như vậy nên gia đình nào cũng có bàn thờ tổ tiên và bàn thờ được đặt nơi trang trọng nhất trong nhà. Ngoài các ngày giỗ, tết thì các ngày mùng một, ngày rằm họ thắp hương như một hình thức thông báo với tổ tiên ông bà. Nói đến tục thờ cúng tổ tiên, người ta đều biết tới một ngày giỗ tổ chung cho cho người Việt đó là ngày giỗ tổ Hùng Vương vào ngày 10 tháng 3 (âm lịch)

### Tôn giáo
Trên danh nghĩa, các tôn giáo ở Việt Nam gồm: Phật giáo Đại thừa, Khổng giáo và Đạo giáo (được gọi là "Tam giáo"). Có một số tôn giáo khác như Công giáo Rôma, Cao Đài và Hòa Hảo. Những nhóm tôn giáo có ít tín đồ hơn khác gồm Phật giáo Tiểu thừa, Tin Lành và Hồi giáo.
Phần đông đa số người dân Việt Nam xem họ là nhưng người không có tín ngưỡng, mặc dù họ cũng có đi đến các địa điểm tôn giáo vài lần trong một năm. Người Việt Nam được cho là ít có tinh thần tôn giáo, các tôn giáo thường được tập trung ở mặt thờ cúng, mặt giáo lý ít được quan tâm.
Với sự biến động của lịch sử các dân tộc tại Việt Nam, trải qua hơn 10 thế kỷ Bắc thuộc, đời sống tinh thần nói chung của người dân Việt Nam bị ảnh hưởng rất nhiều của văn hoá Trung Hoa. Với ba hệ tư tưởng Tam giáo đã thâm nhập vào đời sống tinh thần cũng như vào tôn giáo của người Việt Nam là Đạo giáo, Nho giáo và Phật giáo. Đạo giáo và Nho giáo có nguồn gốc từ Trung Quốc và thâm nhập vào Việt Nam từ những thế kỷ đầu công nguyên qua tầng lớp thống trị người Trung Hoa
Phật giáo có nguồn gốc từ Ấn Độ và có hai phái đã du nhập vào Việt Nam bằng hai ngả khác nhau: phái Đại thừa vào Việt Nam qua Trung Quốc cùng với Đạo giáo và Nho giáo. Còn phái Phật giáo Nam truyền qua các nước Đông Nam Á láng giềng vào Việt Nam thịnh hành ở cộng đồng người Khmer ở Đồng bằng sông Cửu Long

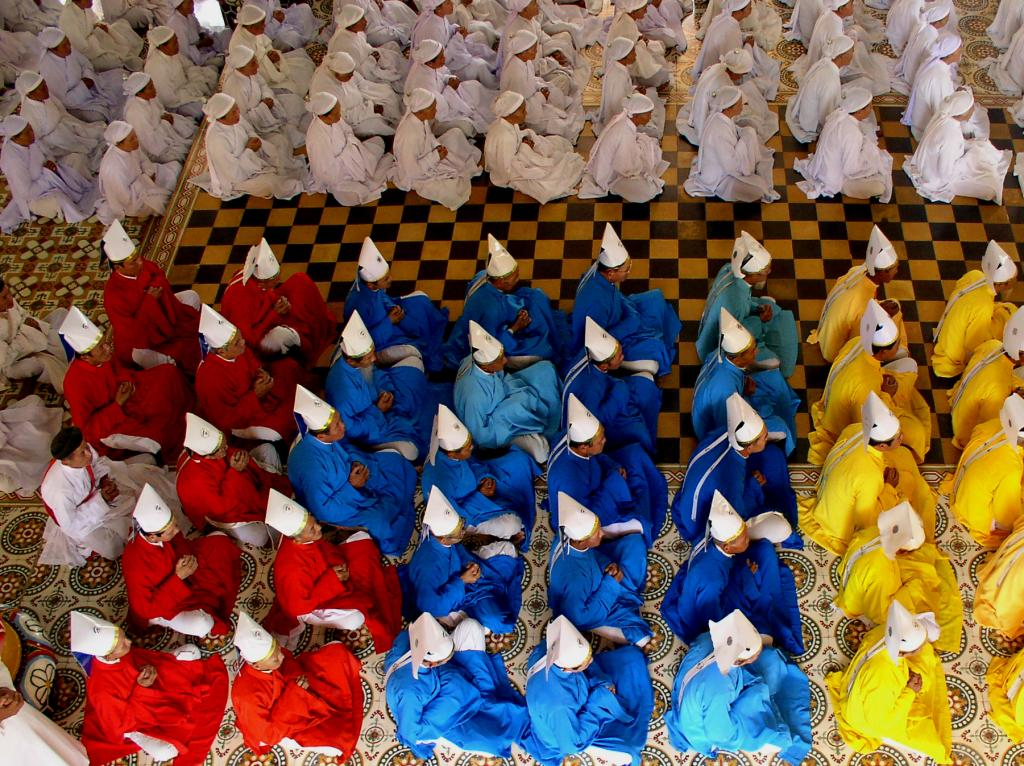
Tín đồ đạo Cao Đài ở Tây Ninh

Tam giáo có những thời kỳ phát triển rất mạnh và cũng có lúc mờ nhạt tại Việt Nam, nhưng nhìn chung ảnh hưởng của Tam giáo rất sâu rộng trong các tầng lớp dân chúng, nhất là Phật giáo. Và đến lượt mình, các tầng lớp dân chúng tại Việt Nam đã tiếp thu các tôn giáo mới một cách có chọn lọc và sáng tạo, hay nói cách khác các tôn giáo mới du nhập đã được bản địa hoá để phù hợp với phong tục tập quán và tín ngưỡng của người dân địa phương
Công giáo được du nhập vào Việt Nam từ thế kỷ 16, tuy việc truyền đạo lúc bấy giờ gặp nhiều khó khăn nhưng ở Việt Nam từ lúc đầu cũng đã có một số lượng người theo Công giáo, từ cuối thế kỷ 19 khi thực dân Pháp đã xâm lược hoàn toàn Việt Nam thì việc truyền đạo mới được tự do dễ dàng. Hiện nay Việt Nam có khoảng 8% dân số là tín đồ Công giáo, đứng hàng thứ 2 ở Đông Nam Á sau Philippines
Cùng với Công giáo, một hệ phái khác của đạo Cơ đốc là Tin Lành cũng xâm nhập vào Việt Nam từ đầu thế kỷ 20, đạo Tin Lành được phổ biến tới các dân tộc thiểu số vùng Tây Bắc, Tây Nguyên,...ước tính hiện nay có khoảng hơn 1 triệu người theo đạo
Đạo Hồi là tôn giáo của một bộ phận người Chăm ở Việt Nam, được du nhập vào từ thế kỷ 15 tại vương quốc Chăm Pa ở miền Trung Việt Nam, sau đó theo chân một bộ phận người Chăm di cư tới vùng An Giang, Tây Ninh vào thế kỷ 19
Ngoài các tôn giáo du nhập từ bên ngoài trên, tại miền Nam Việt Nam có các tôn giáo Hoà Hảo và Cao Đài. Đây là hai tôn giáo bản địa Việt Nam, đạo Hoà Hảo được sáng lập từ năm 1939 và đạo Cao Đài được sáng lập từ năm 1926. Hiện nay hai tôn giáo bản địa này phát triển mạnh khắp Nam Bộ và ra cả một số tỉnh ở miền Trung và Tây Nguyên và miền Bắc.

### Ngôn ngữ

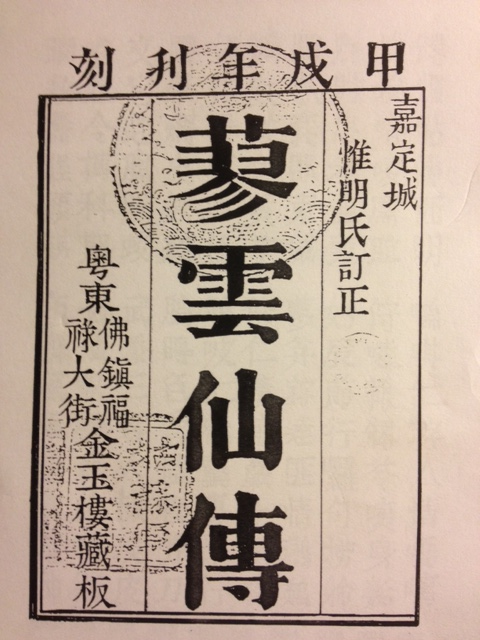
Truyện Lục Vân Tiên ấn bản Giáp Tuất do Duy Minh Thị phát hành năm 1874

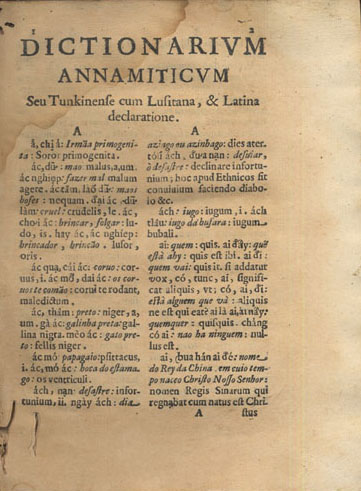
Một trang Dictionarium Annamiticum Lusitanum et Latinum tức Từ điển Việt-Bồ-La in năm 1651

Về mặt ngôn ngữ, các nhà dân tộc học đã chia các dân tộc ở Việt Nam thành 8 nhóm ngôn ngữ của họ:
- Nhóm Việt-Mường: gồm người Việt, người Mường, người Chứt, người Thổ
- Nhóm Tày-Thái: gồm người Tày, Thái, Nùng, Bố Y, Sán Chay, Lào,...
- Nhóm Dao-Hmông: gồm người Hmông, Dao, Pà Thẻn,...
- Nhóm Tạng-Miến: gồm người Hà Nhì, Lô Lô, Si La, La Hủ,...
- Nhóm Hán: gồm người Hoa, Sán Dìu, Ngái,...
- Nhóm Môn-Khmer: gồm người Khmer, Kháng, Hrê, Xơ Đăng, Ba Na, Khơ Mú, Cơ Ho, Mạ, Xinh Mun,...
- Nhóm Mã Lai-Đa đảo: gồm người Chăm, Gia Rai, Ê Đê, Ra Glai, Chu Ru,...
- Nhóm hỗn hợp Nam Á: gồm la Chí, La Ha, Pu Chéo, Cơ Lao,...

Tiếng Việt thuộc về nhóm Việt-Mường, hiện nay là ngôn ngữ chính thức của Việt Nam, là tiếng mẹ đẻ của người Việt và đồng thời là ngôn ngữ hành chính chung của 54 dân tộc sống trên đất nước Việt Nam, tiếng Việt được 86% người dân sử dụng. Mặc dù là ngôn ngữ chung của người Việt nhưng nó có sự khác biệt về mặt ngữ âm và từ vựng ở các vùng miền dẫn tới phương ngữ tiếng Việt được phân chia làm nhiều vùng phương ngữ khác nhau từ miền Bắc, miền Trung và miền Nam
Về nguồn gốc, tiếng Việt được xem là có nguồn gốc với ngôn ngữ Nam Á về mặt từ vựng kết hợp với ngôn ngữ Tày-Thái về mặt thanh điệu. Trong quá trình phát triển Tiếng Việt đã tiếp thu và đồng hoá nhiều từ Hán và được gọi là từ Hán-Việt, ngoài ra tiếng Việt còn tiếp thu một số lượng khá lớn các từ khoa học kỹ thuật của các ngôn ngữ Pháp, Nga, Anh từ đầu thế kỷ 20 đến nay
Về chữ viết, theo một số nghiên cứu khảo cổ, từ thời Hùng Vương người Việt đã có chữ viết riêng gọi là chữ Khoa Đẩu mà người Trung Quốc miêu tả là giống đàn nòng nọc đang bơi. Tới thời Bắc thuộc, người Việt dùng chữ Hán làm chữ viết chính cho tiếng Việt ở Việt Nam. Sau khi giành độc lập từ thế kỷ 10, với ý thức dân tộc cũng như các từ vựng không có trong chữ Hán, người Việt đã sáng tạo ra chữ Nôm dùng song hành với chữ Hán. chữ Nôm được hoàn chỉnh vào thế kỷ 12 và phát triển rực rỡ vào thế kỷ 18. Tuy nhiên chữ Nôm chỉ được dùng trong lĩnh vực văn chương, còn trong hành chính thì vẫn dùng chữ Hán.
Từ thế kỷ 17, khi các nhà truyền giáo phương Tây vào Việt Nam truyền đạo Công giáo đã dựa trên bảng chữ cái tiếng Bồ Đào Nha và tiếng Ý để phiên âm tiếng Việt bằng chữ Latinh và đây là cơ sở cho sự ra đời của chữ Quốc ngữ. Mặc dù chữ Quốc ngữ đã có từ thế kỷ 17 nhưng phải tới đầu thế kỷ 20 khi thực dân Pháp đô hộ hoàn toàn Việt Nam thì chữ Quốc ngữ mới được người Pháp bảo hộ để có thể phổ biến để thành một công cụ giao tiếp thuận lợi trong xã hội Việt Nam cùng tiếng Pháp cũng dùng chữ Latinh. Tuy Chữ Nôm và chữ Hán không còn sử dụng phổ biến, hiện nay vẫn có một lượng không nhỏ người Việt học chữ Hán và chữ Nôm và dùng nó trong tiếng Việt, để vừa biểu nghĩa (tránh đồng âm khác nghĩa), dùng trong các hoạt động liên quan tới văn hóa truyền thống như viết thư pháp, vừa có thể đọc được các văn bản cổ xưa hay các câu chữ ở các di tích lịch sử, là cơ sở để tìm hiểu thêm về văn hóa truyền thống xa xưa.
Ngoài chữ Quốc ngữ là chữ viết phố thổng cho người dân ở Việt Nam hiện nay, một số dân tộc khác cũng sử dụng song hành chữ viết của dân tộc mình như chữ Khmer của người Khmer ở Nam Bộ, chữ Akhar Thrah của người Chăm, chữ Thái của người Thái ở vùng Tây bắc, chữ Mnông của người Mnông ở Tây Nguyên,...nhằm gìn giữ văn hoá của dân tộc mình cũng như tiếp nhận các tri thức mới từ chữ quốc ngữ dịch sang. Theo thống kê hiện nay có 26 dân tộc thiểu số tại Việt Nam có chữ viết riêng của mình ngoài chữ Quốc ngữ.

## Tính truyền thống qua phong tục, tập quán

### Phong tục

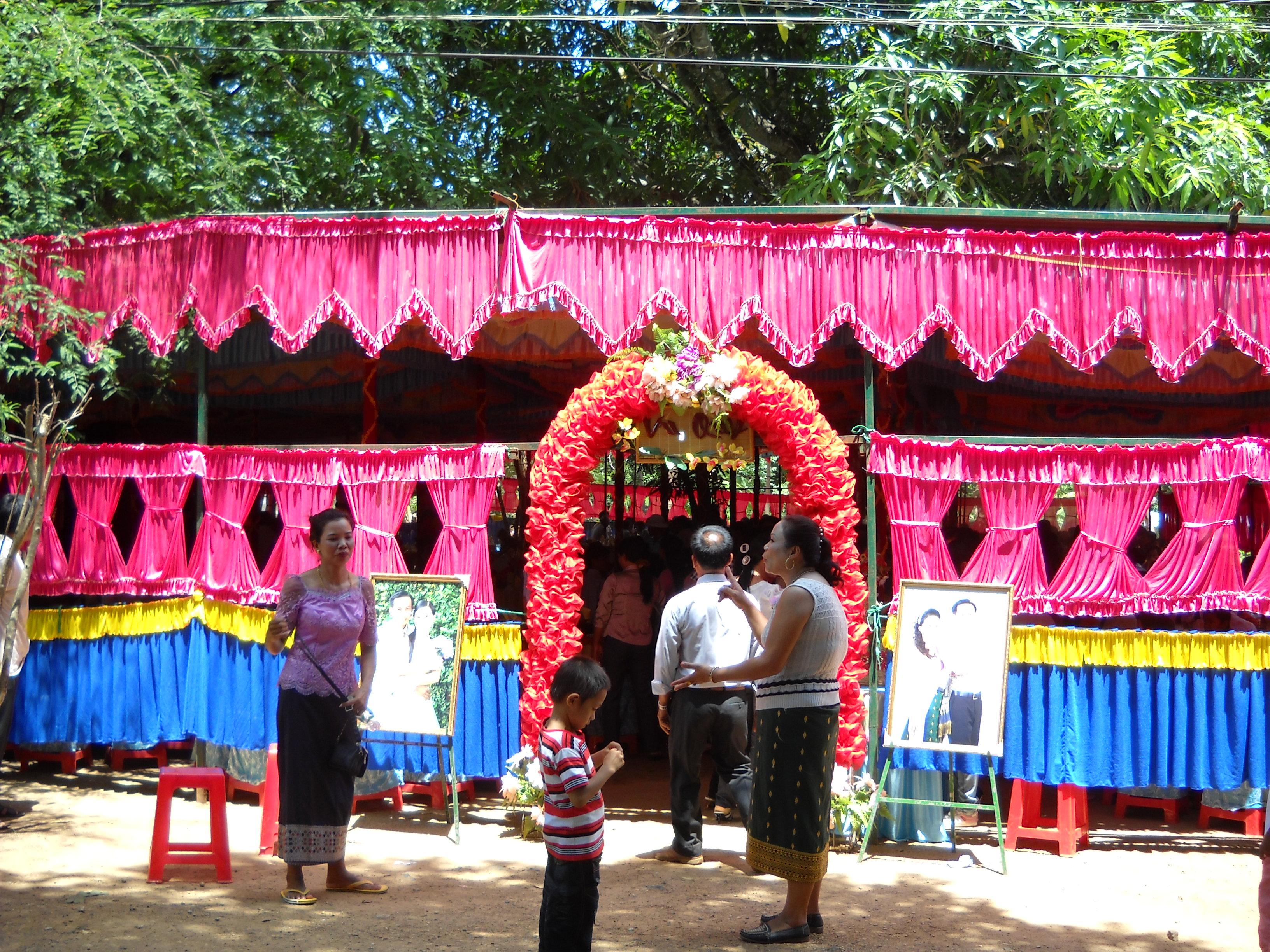
Đám cưới của người Ê Đê ở Đắk Lắk, một phong tục ít nhiều ảnh hưởng từ đám cưới của người Việt

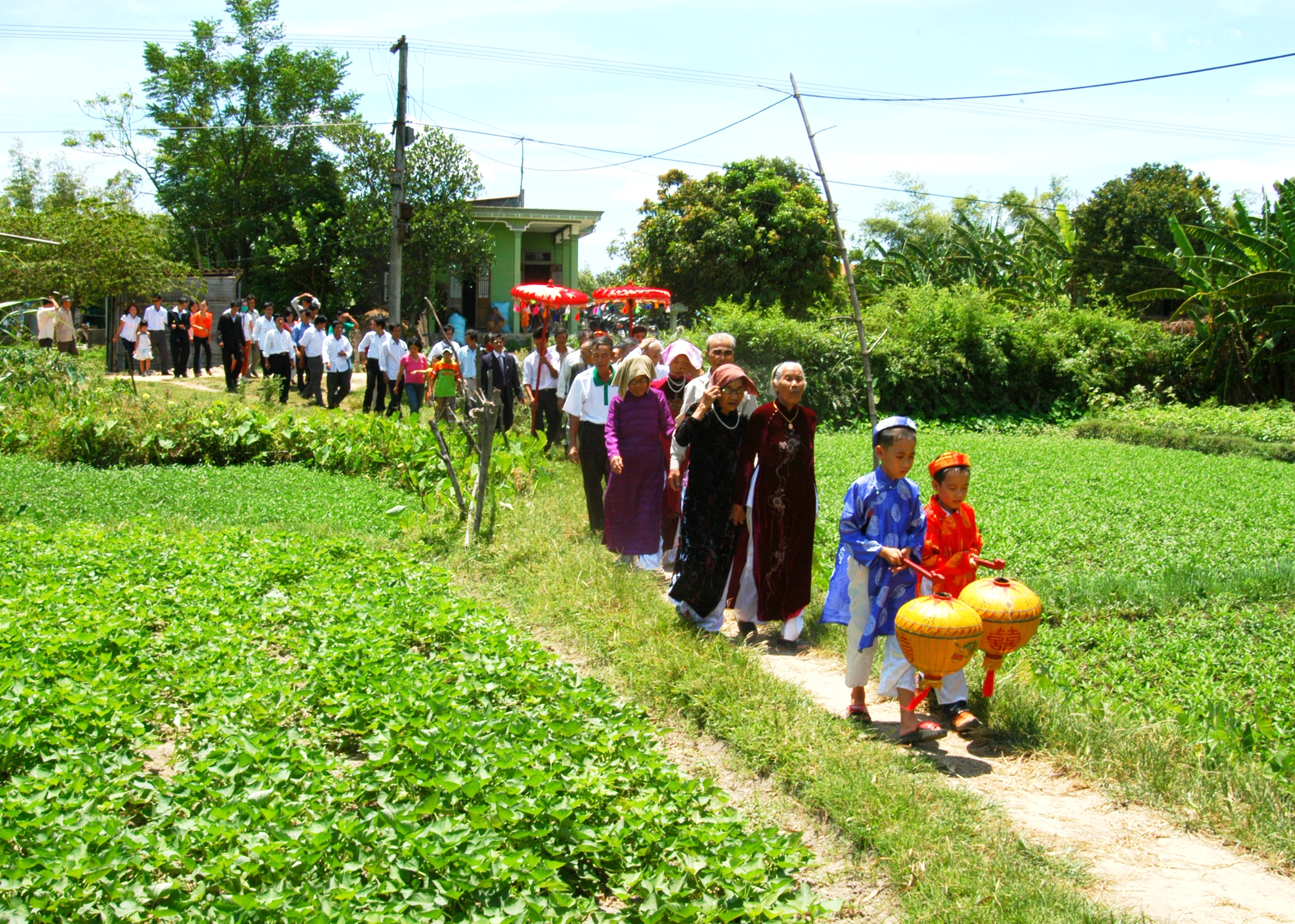
Đám cưới trên đường quê

Theo nghĩa Hán-Việt, Phong (風) là nền nếp đã lan truyền rộng rãi và Tục (俗) là thói quen lâu đời. Phong tục ở Việt Nam có truyền thống lâu đời hàng ngàn năm nay, nó đã trở thành luật tục, sâu đậm và gắn chặt trong người dân có sức mạnh hơn cả những đạo luật. Theo sự thăng trầm của lịch sử của dân tộc, phong tục của người Việt Nam cũng không ngừng biến đổi theo trào lưu biến đổi văn hoá xã hội. Tuy có những phong tục mất đi nhưng cũng có những phong tục khẳng định được tính đúng đắn, cái hay, cái đẹp của nó qua việc những phong tục đó còn hiện hữu trong cuộc sống ngày nay của người Việt Nam
Sớm nhất được nhắc đến trong lịch sử là tục ăn trầu có từ thời Hùng Vương trải qua hàng nghìn năm người Việt cùng một số dân tộc khác vẫn giữ được tập tục này trong cuộc sống ngày nay, tục ăn trầu bắt nguồn từ truyện sự tích Trầu Cau để rồi thành biểu tượng cho tình anh em, vợ chồng của người Việt, theo thời gian ý nghĩa của tục ăn trầu được mở rộng sang việc giao hiếu, kết thân của người Việt Nam
Cùng ra đời từ xa xưa với tục ăn trầu là phong tục đón năm mới hay còn gọi là Tết, Tết vừa là một phong tục đồng thời cũng là một tín ngưỡng và cũng là một lễ hội của người Việt cùng một số dân tộc khác. Một số dân tộc khác đón năm mới trong thời gian khác và tên gọi đặc trưng của mình như Chol Chnam Thmay (khoảng tháng 4) của người Khmer, Katê (khoảng tháng 10) của người Chăm Bàlamôm,...Từ Tết Nguyên Đán đón năm mới, theo thời gian với những ảnh hưởng từ Trung Quốc, người Việt Nam bổ sung thêm vào những phong tục Tết khác như Tết Nguyên tiêu, Tết Hàn thực, Tết Đoan ngọ, Tết Trung thu, Tết Thanh minh
Không thấy nhắc đến sớm trong sử sách nhưng các phong tục hôn nhân, sinh đẻ, tang lễ, cũng đã song hành với người Việt Nam từ xa xưa và đến ngày nay vẫn là những phong tục gắn liền với đời sống người Việt Nam.

### Ẩm thực
Ẩm thực Việt Nam chú trọng ăn ngon tuy đôi khi không đặt mục tiêu hàng đầu là ăn bổ. Bởi vậy trong hệ thống ẩm thực người Việt ít có những món hết sức cầu kỳ, không hầm nhừ ninh kỹ như ẩm thực Trung Hoa, cũng không thiên về bày biện có tính thẩm mỹ cao độ như ẩm thực của Nhật Bản, mà thiên về phối trộn gia vị một cách tinh tế để món ăn được ngon, hoặc sử dụng những nguyên liệu dai, giòn thưởng thức rất thú vị dù không thực sự bổ béo.
Trong thực tế nhiều người nhận thấy, một cách cảm tính, đặc trưng ẩm thực Việt Nam là sự trung dung trong cách pha trộn nguyên liệu không quá cay, quá ngọt hay quá béo. Các nguyên liệu phụ (gia vị) để chế biến món ăn Việt Nam rất phong phú, bao gồm nhiều loại rau thơm, gia vị thực vật, quả hoặc lá non; các gia vị lên men và các gia vị đặc trưng của các dân tộc nhiệt đới nói trên được sử dụng một cách tương sinh hài hòa với nhau và thường thuận theo nguyên lý "âm dương phối triển".
Số lượng món ăn và cách thức kết hợp thực phẩm trong món ăn Việt Nam là vô cùng đa dạng do có sự kết hợp Đông Tây, ẩm thực Trung Hoa và ẩm thực các nước Đông Nam Á, đặc biệt là sự sáng tạo của người Việt để bản địa hóa và tìm ra những phương thức thích hợp nhất. Có những món ăn không hề thay đổi trong hàng nghìn năm qua. (Danh sách các món ăn Việt Nam)
Năm 2015, CNN đã công bố Top 8 nền ẩm thực mới nổi có sức lan tỏa nhất thế giới, trong đó có Việt Nam. Tuy nhiên việc thịnh hành ẩm thực phương Tây nhất là ở các đô thị, trong một bộ phận dân chúng nhất là người giàu và sính ngoại đe dọa đến bản sắc ẩm thực Việt Nam, và cả nông sản Việt Nam.

### Trang phục
Trang phục Việt Nam rất đa dạng. Ở thời phong kiến, người ta có những quy định rất khắt khe về cách ăn mặc. Dân thường không được phép mặc đồ nhuộm bất kì màu nào khác ngoài những màu đen, nâu hay trắng. Quần áo của người dân hầu hết là tầm thường và đơn sơ, để hợp với thân phận của mình trong xã hội (ngoài những dịp lễ quan trọng hoặc lễ cúng tế, đám cưới...).
Một trong những y phục cổ xưa nhất được người phụ nữ bình dân mặc cho đến đầu thế kỉ XX là bộ "Áo tứ thân". Có nhiều nhà nghiên cứu cho rằng là "Áo tứ thân" có thể đã ra đời từ thế kỷ 12.Trong đời sống thường nhật ngày nay, trang phục đã theo phong cách phương tây. Những bộ quần áo truyền thống chỉ được mặc trong những dịp đặc biệt.
Ngoài ra, áo dài cho cả nam lẫn nữ được coi như quốc phục của Việt Nam.
Trước thời Bắc thuộc thì có sách ghi người Việt mặc áo cài bên trái, nhưng hình dạng thì không rõ. Kể từ thời tự chủ thế kỷ thứ 10 trở đi thì áo người Việt đại thể có ba loại căn cứ theo cách cắt cổ áo:
1. Áo giao lãnh, phía trước cổ là vạt bên trái buộc chéo sang hông bên phải;
2. Áo trực lĩnh, phía trước cổ để buông thõng thành hai vạt song song;
3. Áo viên lĩnh, hay bàn lĩnh, cổ áo cắt tròn ép sát vòng cổ, cài bên phải.

Ba loại áo này cùng có mặt nhưng khác nhau ở mức phổ biến trong dân gian tùy từng thời kỳ.
Đàn bà còn dùng yếm một mảnh vải vuông che phần ngực, một góc cắt lẹm đi rồi đính hai dải vải buộc vào sau gáy. Hai góc trái và phải cũng đính hai dải vải, gọi là dải yếm, dài đủ để quành ra sau lưng rồi buộc lại ở trước ngực. Khi ở nhà làm lụng người đàn bà có khi chỉ mặc yếm. Khi ra ngoài giao tiếp mới mặc thêm áo.
Ở phía dưới bụng thì ngày xưa đàn ông đóng khố, đàn bà mặc váy. Khố là mảnh vải hẹp mà dài. Người mặc quấn quanh bụng vài vòng rồi chèn từ phía trước bẹn ra sau cài chặt lại. Tích Chử Đồng Tử từ thời Hùng Vương đã nhắc tới việc trang phục dùng khố. Quần thì có lẽ sau khi người Việt tiếp xúc với văn hóa Trung Hoa mới có lệ mặc quần.

### Lễ hội

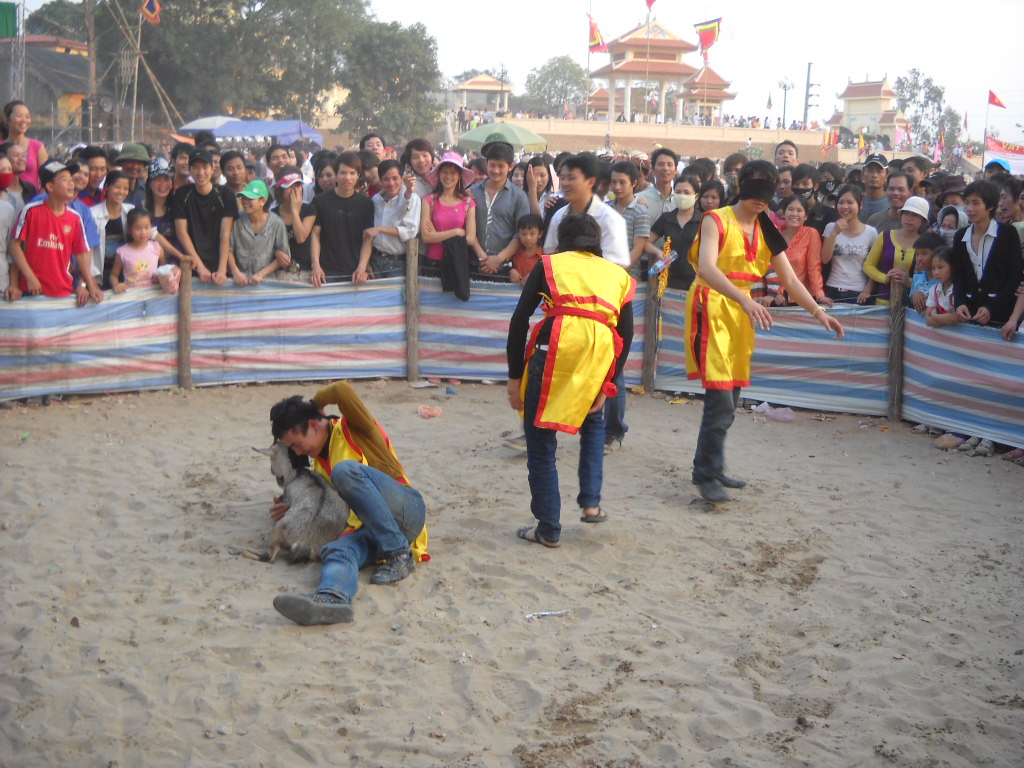
trò chơi Bịt mắt bắt Dê của người Việt tại Hội Lim, Bắc Ninh

Cũng giống như nhiều nước khác, Việt Nam là một nước có nhiều lễ hội dân gian là hình thức sinh hoạt của cộng đồng. Trong lễ hội, các lễ nghi tín ngưỡng, các phong tục tập quán, các thể lệ và hình thức sinh hoạt của một cộng đồng đã được tái hiện một cách rất sinh động. Lễ hội được tổ chức vào những thời điểm khác nhau trong một năm, tuỳ thuộc vào phong tục tập quán của từng dân tộc, nhưng lễ hội vẫn tập trung nhiều nhất vào mùa Xuân
Việt Nam có nhiều loại lễ hội lớn và long trọng như lễ tế các thần linh, các lễ hội nhằm tưởng nhớ tới công ơn tổ tiên, nòi giống như hội Đền Hùng, có những lễ hội tưởng nhớ tới các anh hùng như hội Đền Mẫu Đợi, hội Gióng, hội Đền Kiếp Bạc, hội Đống Đa, có những lễ hội tưởng nhớ người có công mở mang bờ cõi, các ông tổ các ngành nghề,...của người Việt. Bên cạnh các lễ hội lớn của người Việt, các dân tộc khác cũng có những lễ hội lớn như lễ hội Katê của người Chăm, lễ cúng Trăng của người Khmer, lễ hội xuống Đồng của người Tày, người Nùng, Lễ hội hoa ban của người Thái, Hội đua voi của người Mnông,..
Ngoài các lễ hội lớn và long trọng tại Việt Nam từ bắc đến nam còn có hàng nghìn lễ hội lớn nhỏ khác nhau của các dân tộc Việt Nam. Các lễ hội ở Việt Nam rất đa dạng, những lễ hội về nông nghiệp, hội văn nghệ vui chơi, thi tài, hội giao duyên, hội lịch sử,... Đặc biệt là hội mừng năm mới (Tết Nguyên Đán) của người Việt và một số dân tộc khác
Cùng với các lễ hội dân gian, các lễ hội của các tôn giáo ban đầu chỉ mang ý nghĩa nội bộ nhưng theo thời gian các lễ hội đó lan sang các tầng lớp xã hội khác và thành những lễ hội mang tính cộng đồng như lễ Phật đản của Phật giáo và lễ Noel của Công giáo.
Theo thống kê 2009, hiện cả nước Việt Nam có 7.966 lễ hội; trong đó có 7.039 lễ hội dân gian (chiếm 88,36%), 332 lễ hội lịch sử (chiếm 4,16%), 544 lễ hội tôn giáo (chiếm 6,28%), 10 lễ hội du nhập từ nước ngoài (chiếm 0,12%), còn lại là lễ hội khác (chiếm 0,5%). Các địa phương có nhiều lễ hội là Hà Nội, Bắc Ninh, Hà Nam, Hải Dương và Phú Thọ.
Việt Nam là một quốc gia đã có hàng nghìn năm lịch sử. Cũng như nhiều quốc gia khác trên thế giới, Việt Nam có một nền văn hóa mang bản sắc riêng. Chính những nét đó làm nên cốt cách, hình hài và bản sắc của dân tộc Việt Nam.
Trong kho tàng văn hóa của dân tộc Việt Nam, sinh hoạt lễ hội là vùng văn hóa rất đặc trưng. Lễ hội là sinh hoạt văn hóa dân gian hầu như có mặt ở khắp mọi miền đất nước. Nhiều lễ hội ra đời cách đây hàng nghìn năm đến nay vẫn được duy trì. Lễ hội ở Việt Nam bao giờ cũng hướng tới một đối tượng thiêng liêng cần suy tôn là nhân thần hay nhiên thần. Đó chính là hình ảnh hội tụ những phẩm chất cao đẹp nhất của con người. Giúp con người nhớ về nguồn cội, hướng thiện và nhằm tạo dựng một cuộc sống tốt lành, yên vui.
Lễ hội truyền thống ở Việt Nam thường diễn ra vào mùa Xuân và số ít vào mùa Thu là hai mùa đẹp nhất trong năm, đồng thời cũng là lúc nhà nông có thời gian nhàn rỗi. Trong số các lễ hội Việt Nam thì phải kể đến những lễ hội chi phối hầu hết các gia đình trên mọi miền tổ quốc, đó là Tết Nguyên Đán, Lễ Vu Lan và tết Trung Thu. Gần đây một số lễ hội được nhà nước và nhân dân quan tâm như: Lễ hội đền Hùng,Lễ hội Tịch điền Đọi Sơn, Giáng Sinh, Hội Phật Tích.
Một số lễ hội lớn ảnh hưởng cả một vùng rộng lớn, tiêu biểu như: hội Gióng (xứ Kinh Bắc), lễ hội đền Hùng (Xứ Đoài), Hội Lim (Kinh Bắc), Hội Phủ Dày (xứ Sơn Nam), lễ hội Yên Tử, lễ hội bà chúa Xứ (An Giang), Lễ hội pháo hoa Quốc tế Đà Nẵng...

## Phân cấp lễ hội

### Võ thuật
Võ thuật Việt Nam là tên gọi khái quát hệ thống võ thuật, các võ phái, bài thảo, võ sư khai sinh và phát triển trên đất nước Việt Nam, hoặc do người Việt làm chưởng môn, gây dựng sáng tạo tại ngoại quốc từ xưa đến nay, có những đặc trưng riêng biệt trong sự đối sánh với các võ phái nước ngoài khác. Võ thuật Việt Nam có nội hàm khái niệm rộng hơn thuật ngữ võ cổ truyền Việt Nam (thường biết đến với tên gọi võ Ta phân biệt với võ Tàu) vốn thường dùng để chỉ những võ phái đã phát triển trong khoảng từ giữa thế kỷ 20 trở về trước trên lãnh thổ Việt Nam, theo đó, võ thuật Việt Nam có thể bao gồm cả những môn phái mới sinh thành trong thời điểm hiện tại, và bao quát cả những võ phái đã phát triển trong suốt trường kỳ lịch sử Việt Nam.
Các phái võ Việt Nam, hay còn được gọi với tên "Võ thuật Cổ Truyền" vẫn thể hiện những đặc điểm khác biệt rõ rệt với các nền võ học khác trên thế giới nói chung và Trung Hoa nói riêng: 
1. Sự xuất hiện của lời thiệu bằng thơ, phú;
2. Bộ pháp vận hành theo đồ hình bát quái (lưỡng túc bát quái vi căn), khi đứng thì vững như đá tảng, khi di chuyển thì nhẹ nhàng linh hoạt như lá bay;
3. Bộ tay áp dụng theo ngũ hành pháp (song thủ ngũ hành vi bản);
4. Kỹ thuật đòn thế được chọn lọc, phân thế riêng phù hợp với cách đánh của từng dạng đối tượng, địa hình, nhất là lối đánh cận chiến một người chống lại nhiều người;
5. Tận dụng triệt để lối đánh "cộng lực" - dựa vào sức lực đối phương để triệt hạ đối phương.

## Nghệ thuật
Nghệ thuật của một dân tộc là yếu tố đặc trưng nhất và tiếp cận nhanh nhất với thế giới bên ngoài trong bối cảnh toàn cầu hóa hiện nay. Nền nghệ thuật Việt Nam có từ hàng nghìn năm nay, bắt đầu từ nghệ thuật truyền thống hay còn gọi là nghệ thuật dân gian Việt Nam.

### Văn học

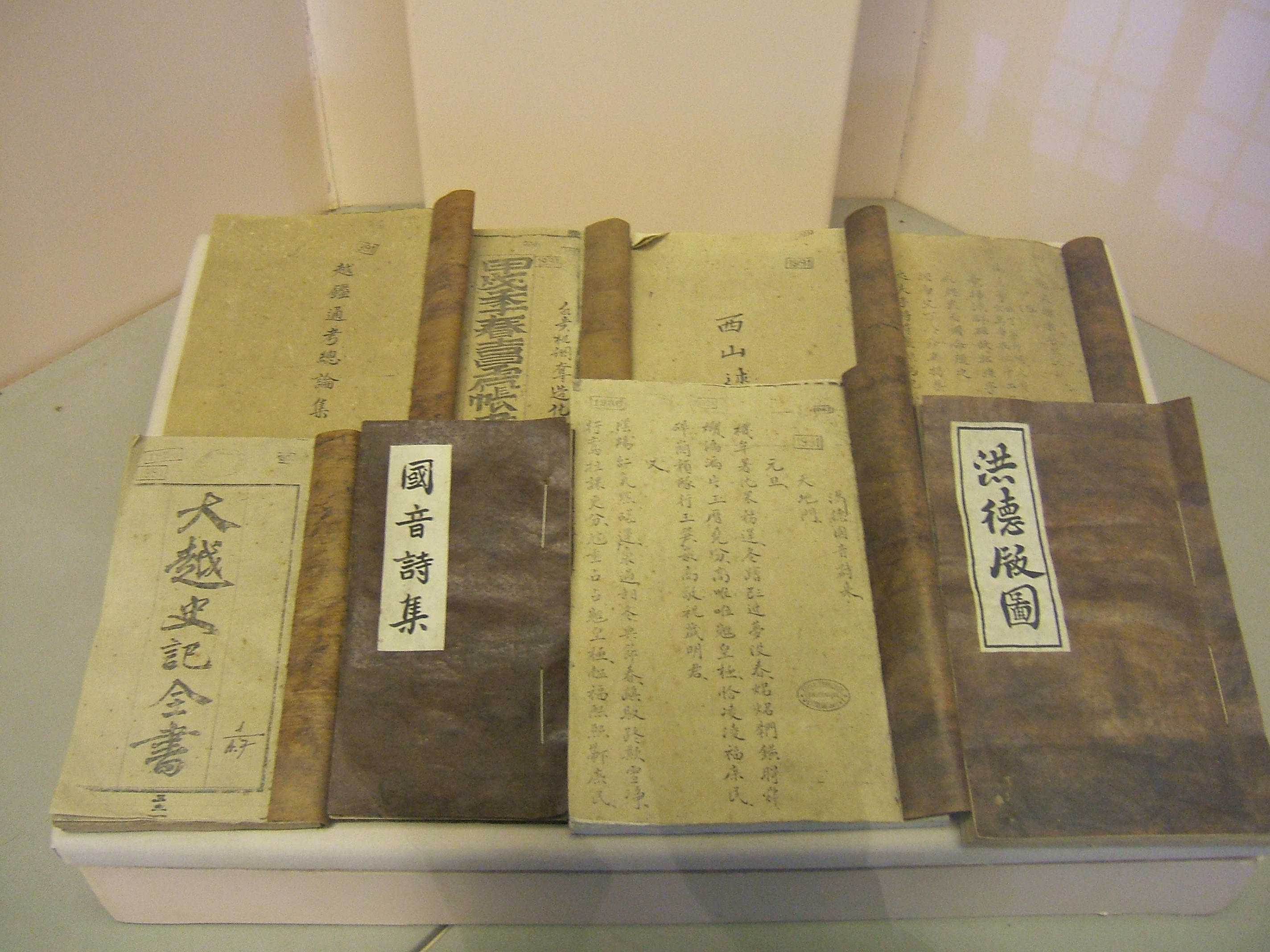
Một số tác phẩm văn học trung đại Việt Nam: Đại Việt sử ký toàn thư, Quốc âm thi tập, Hồng Đức bản đồ (từ trái sang phải):

Cũng như nền văn học của các nước khác trên thế giới, văn học Việt Nam bao gồm hai bộ phận đó là văn học dân gian và văn học viết. Văn học dân gian là văn học truyền miệng của người dân và văn học viết gồm có văn học chữ Hán, văn học chữ Nôm và văn học chữ Quốc ngữ.
Kho tàng văn học dân gian của Việt Nam rất phong phú và đa dạng, để giữ gìn những truyền thống quý báu của dân tộc, để bảo tồn những kinh nghiệm sống, kinh nghiệm sản xuất của các thế hệ người Việt Nam khi đại đa số người dân trong thời phong kiến không có điều kiện biết chữ Hán, một hình thức văn học dân gian truyền miệng đã ra đời và được truyền lại từ thế hệ này sang thế hệ khác tại Việt Nam. Đó là những câu chuyện thần thoại như Thần Trụ Trời của người Việt, Đi san mặt Đất của người Lô Lô,...những sử thi như Đam San của người E Đê, Đẻ đất đẻ nước của người Mường,...những truyền thuyết như Sơn Tinh Thủy Tinh, Thánh Gióng của người Việt, những cổ tích như Thạch Sanh....và các truyện ngụ ngôn, truyện cười, tục ngữ, ca dao,.... Văn học dân gian thường ca ngợi tài năng và lòng dũng cảm của con người trước thiên nhiên khắc nghiệt, trước kẻ thù độc ác, ca ngợi lòng nhân hậu, độ lượng giúp đỡ nhau, ca ngợi tình yêu trai gái, tình chung thủy vợ chồng, yêu con người, yêu thiên nhiên, yêu làng xóm, quê hương. Không những thế văn học dân gian Việt Nam còn là vũ khí đấu tranh chống lại những thói hư tật xấu của con người, chống lại những bất công thối nát trong xã hội. Bằng ngôn ngữ dân gian giàu hình ảnh, bằng nghệ thuật nhạc điệu sinh động, văn học dân gian Việt Nam đã thấm sâu vào lòng người một cách tự nhiên và rất dễ dàng truyền lại cho đời sau
Trong văn học viết, với chữ Hán và chữ Nôm được sử dụng trong một thời gian dài. Các tác phẩm văn học cổ nhất còn lưu lại được sáng tác vào thế kỷ 11 và chủ yếu liên quan đến đạo Phật khi đó đang thịnh hành tại Việt Nam. Đó là những bài thơ của các vị sư giải thích về cơ sở căn bản của đạo Phật cũng như bình luận về các biến cố lịch sử hay các đề tài về ca ngợi vẻ đẹp thiên nhiên, từ thế kỷ 13 nhiều công trình về lịch sử, địa lý và địa chí bằng chữ Hán đã xuất hiện. Khi hệ thống chữ Nôm được hoàn chỉnh vào thế kỷ 13, nhiều tác phẩm văn học viết bằng chữ Nôm lần lượt xuất hiện, một trong những tác phẩm sớm nhất bằng chữ Nôm còn để lại đến hôm nay là các bài thơ của Nguyễn Trãi, các tác phẩm đồ sộ của ông bao gồm một tuyển tập hàng trăm bài thơ Nôm có tên Quốc âm thi tập ở thế kỷ 15, và kế tiếp là Chinh phụ ngâm của Đoàn Thị Điểm, các bài thơ của Hồ Xuân Hương và đặc biệt là tác phẩm Truyện Kiều của Nguyễn Du.
Từ đầu thế kỷ 20, do sự xâm lược và đô hộ của thực dân Pháp, chữ Quốc ngữ (chữ Latinh) được phổ biến rộng rãi, với sự phát triển của công nghệ in ấn cùng với những tiếp xúc với văn học phương Tây, văn học Việt Nam xuất hiện các thể loại văn học mới, văn xuôi chiếm vị trí quan trọng trên văn đàn cùng với thơ ngự trị trước đó. Các thay đổi trong đời sống văn học đã xuất hiện với sự ra đời của phong trào Thơ Mới vào những năm 1930, đây là một phong trào hiện đại nhằm giải phóng thơ Việt Nam ra khỏi những luật lệ gò bó của thơ Trung Quốc cổ. Trong lĩnh vực văn xuôi, các hoạt động của nhóm Tự Lực Văn Đoàn chịu ảnh hưởng từ phương Tây đã tạo ra thể loại tiểu thuyết Việt Nam hiện đại
Nền văn học Việt Nam từ thời kỳ này xuất hiện nhiều trào lưu, có những tác phẩm chịu ảnh hưởng của chủ nghĩa lãng mạn, có những tác phẩm theo chủ nghĩa hiện thực và cũng có những tác phẩm gắn liền với chính trị đó là dòng tác phẩm cách mạng

### Kiến trúc

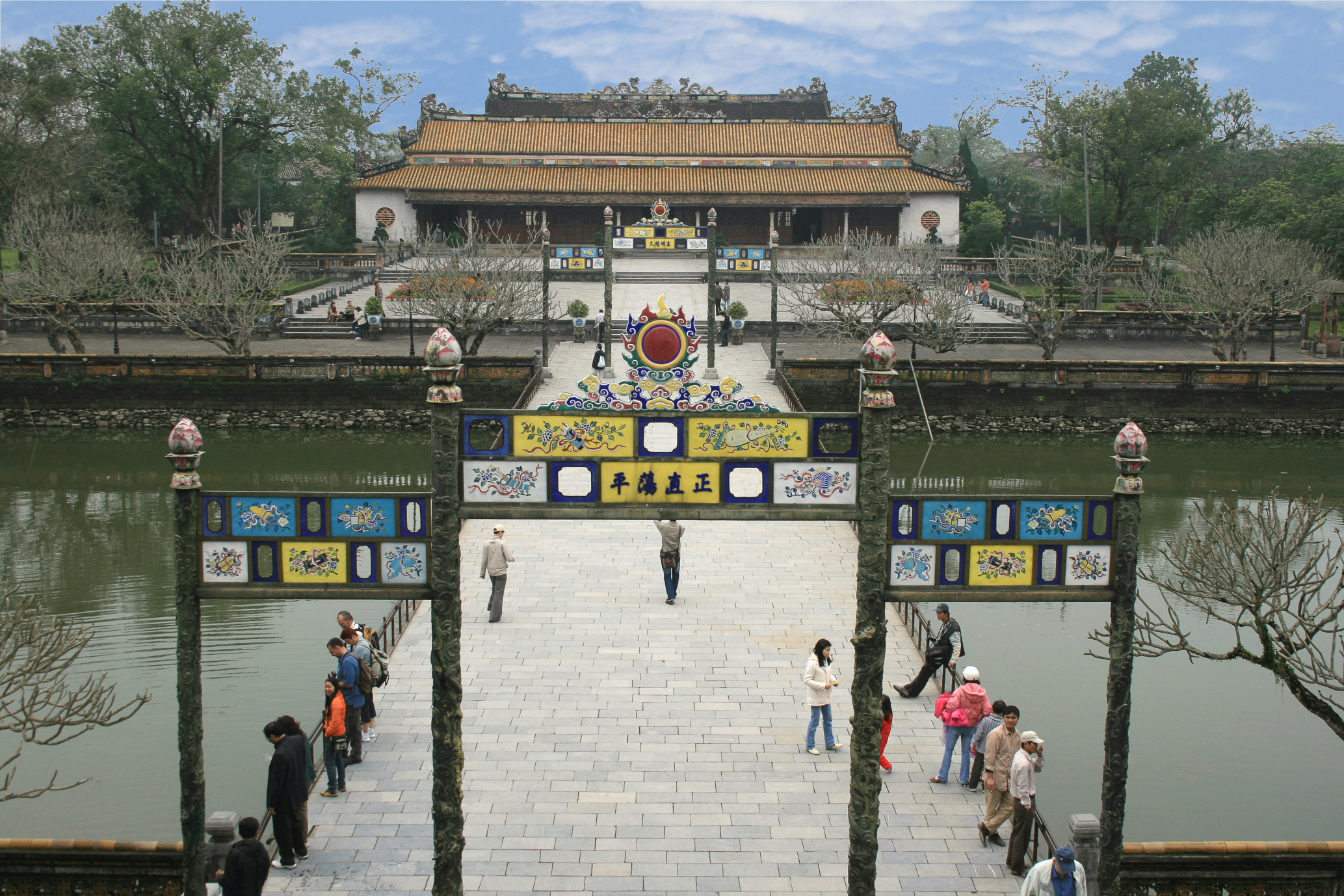
Điện Thái Hòa tại Cố đô Huế

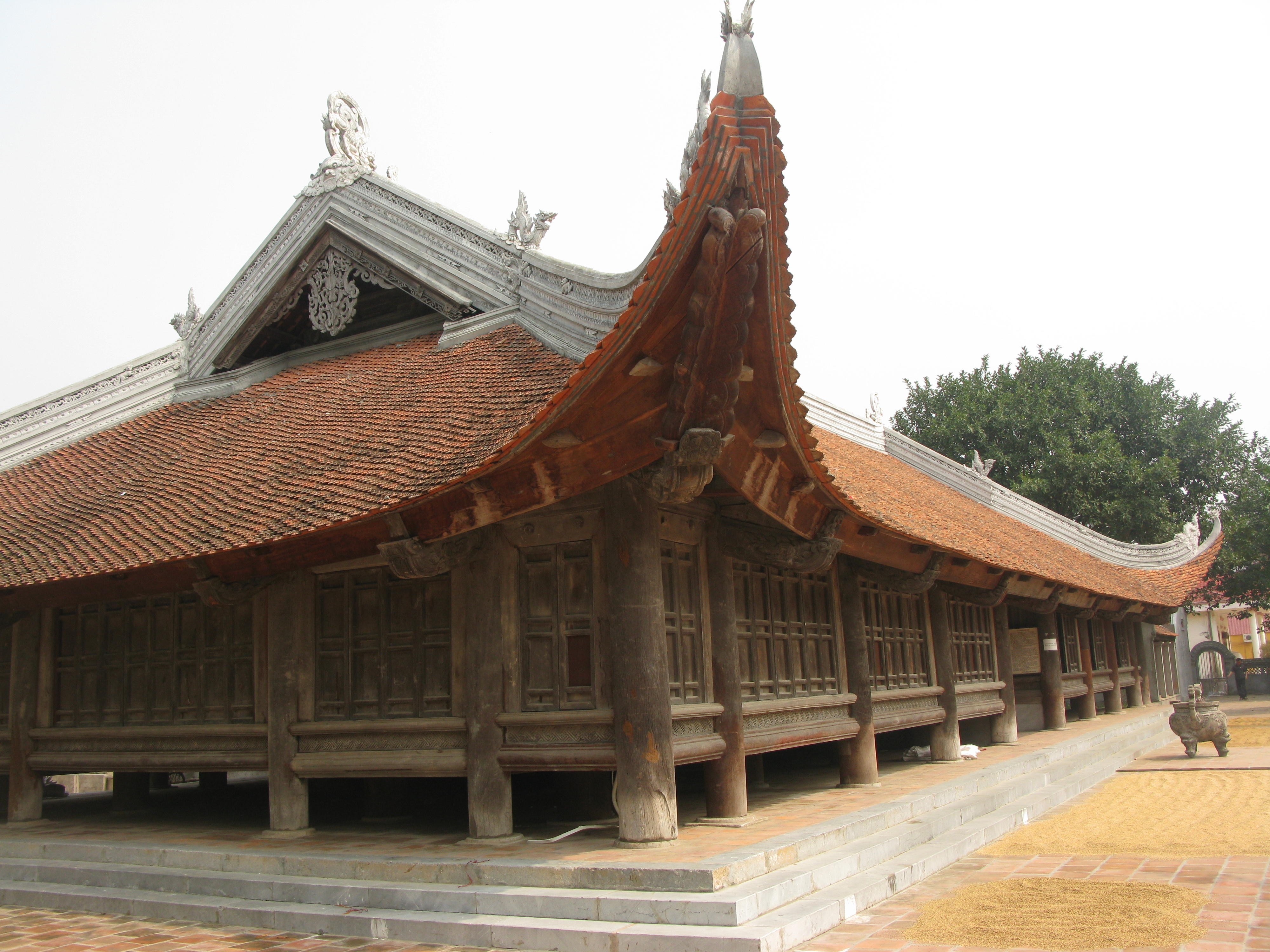
Đình Đình Bảng, Bắc Ninh

Bắt đầu sớm nhất với kiến trúc dân gian với những hoạ tiết về nhà cửa trên mặt trống đồng Đông Sơn vào khoảng thế kỷ 7 trước công nguyên, trải qua thời bắc thuộc kiến trúc Việt Nam chịu nhiều ảnh hưởng của nền kiến trúc Trung Quốc, từ thế kỷ 10 khi giành được độc lập kiến trúc Việt Nam là sự kết hợp giữa kiến trúc bản địa cùng với những ảnh hưởng từ Trung Quốc. Các công trình của Việt Nam quy mô thường không lớn, nhưng thường là sự kết hợp hài hoà giữa công trình chính và cảnh quan xung quanh, đặc biệt là sử dụng hồ, ao, sông ngòi để điều tiết khí hậu và tạo cảnh quan. Từ cuối thế kỷ 19, với việc đô hộ của thực dân Pháp, kiến trúc Việt Nam bắt đầu áp dụng rộng rãi các khuông mẫu và thủ pháp kiến trúc, xây dựng của phương Tây, nhiều công trình còn tồn tại đến ngày nay ở các đô thị, đặc biệt là tại Hà Nội đã để lại một sắc thái kiến trúc đẹp và độc đáo

### Điện ảnh
Điện ảnh là môn nghệ thuật xuất hiện muộn nhất tại Việt Nam, trải qua nhiều giai đoạn. Ban đầu là những thể loại phim do người Pháp thực hiện từ những năm 1920. Tới thập niên 1930, cùng với sự ra đời của các môn âm nhạc, mỹ thuật hiện đại, điện ảnh cũng bắt đầu được người Việt Nam thực hiện. Tiếp đó sau sự chia cắt đất nước, điện ảnh Việt Nam tại hai miền đều có những hướng phát triển riêng cùng với những ảnh hưởng từ bên ngoài là hai nền điện ảnh miền Bắc và điện ảnh miền Nam. Sau những năm 1975 nền điện ảnh Việt Nam do nhà nước thực hiện. Tới giai đoạn Đổi Mới, từ những năm 1986 sự tham gia của tư nhân vào lĩnh vực điện ảnh đã tạo ra dòng phim mỳ ăn liền, dòng phim này thịnh hành trong những năm đầu của thập niêm 1990 và tự kết thúc vai trò của mình từ những năm 1995 nhường chỗ cho dòng phim đương đại Việt Nam.

### Mỹ thuật

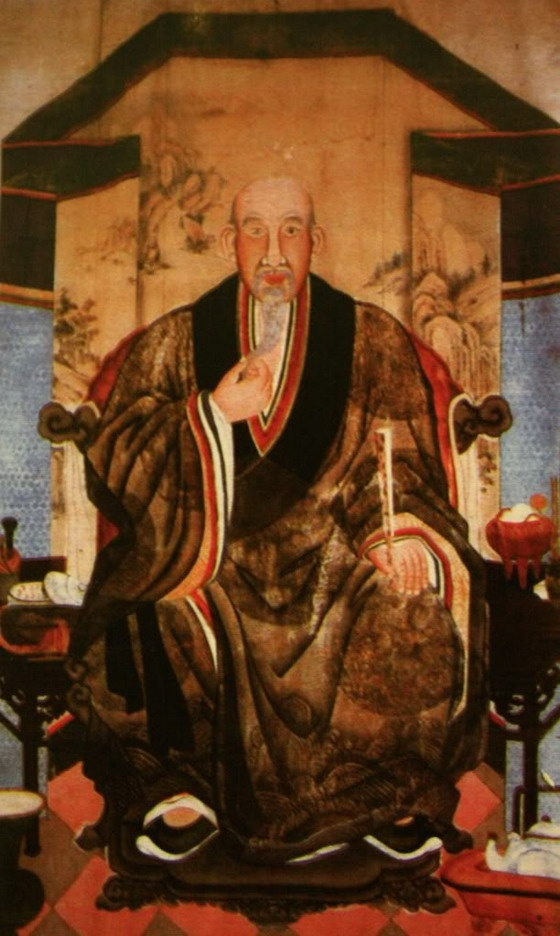
Tranh chân dung Trịnh Đình Kiên (1715 - 1786), vẽ trên lụa, hiện trưng bày tại Bảo tàng Mỹ thuật Việt Nam.

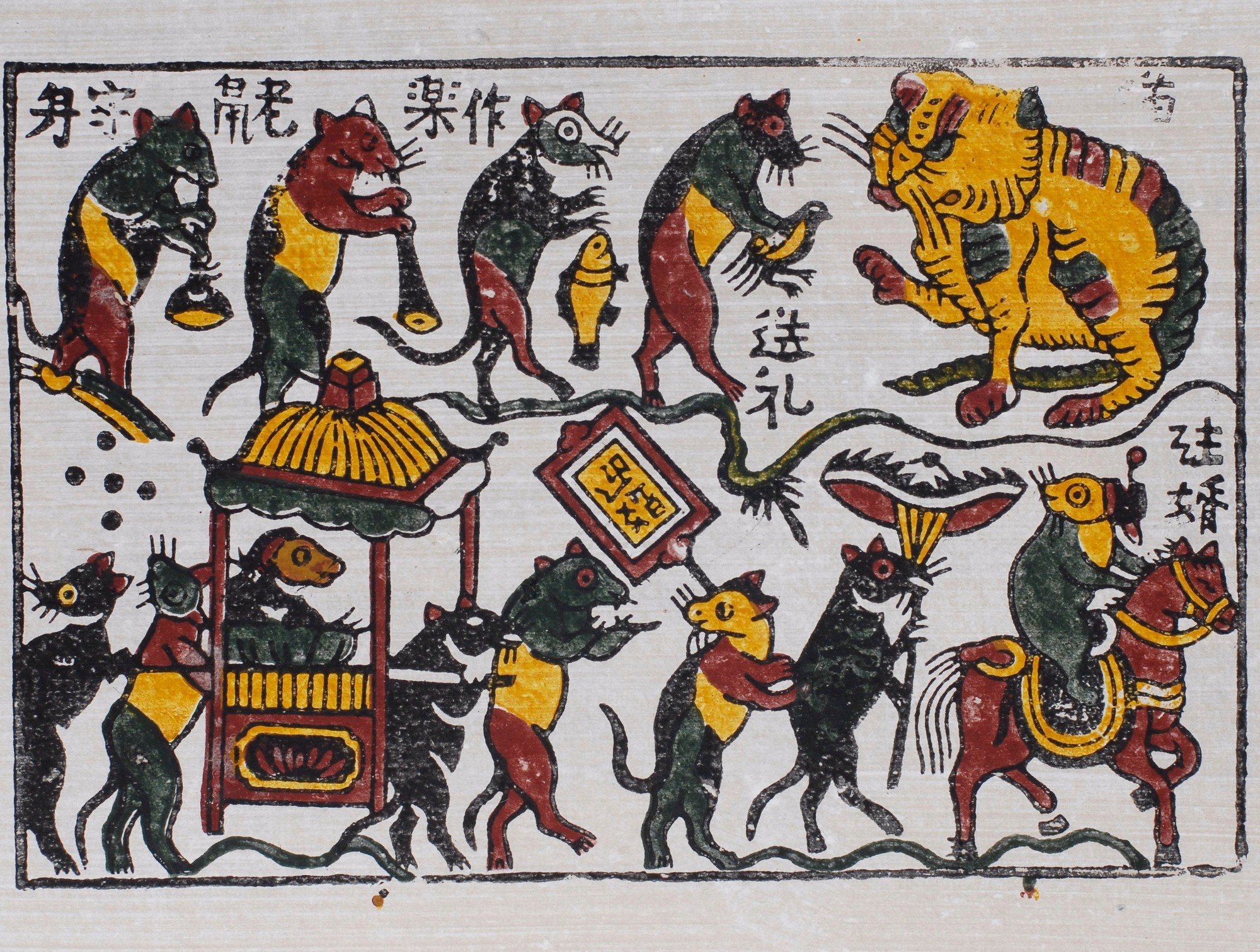
Đám cưới Chuột thuộc dòng tranh dân gian Đông Hồ của người Việt

Nền mỹ thuật bắt đầu với điêu khắc cổ được thể hiện trên mặt trống đồng Đông Sơn của cư dân Lạc Việt, trải qua các thời kỳ cùng với những ảnh hưởng từ bên ngoài đã tạo ra nền điêu khắc Việt Nam phát triển rực rỡ vào các thời Lý, Trần, Lê qua các công trình tôn giáo và cung điện các vương triều. Bên cạnh các công trình kiến trúc và điêu khắc của người Việt thì nền điêu khắc kiến trúc Việt Nam được bổ sung các kỹ thuật tinh xảo trong việc xây dựng các công trình tôn giáo tín ngưỡng của người Chăm và người Khmer Nam Bộ.

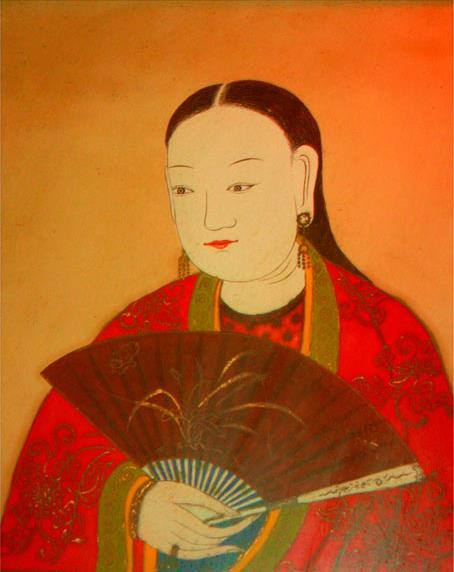
Họa phẩm "Sĩ nữ đồ" 仕女圖 thời Lê trung hưng (khoảng thế kỷ 18)

Hội họa xuất hiện muộn hơn với tranh lụa, tranh truyền thần, tranh thờ, tranh chân dung, tranh sơn mài, tranh khắc gỗ, hội họa cung đình và dòng tranh dân gian Việt Nam gồm tranh Tết, tranh Đông Hồ, tranh Hàng Trống. Đề tài tranh dân gian thường giản dị và gần gũi với đời sống dân dã, mỗi bức tranh đều có ý nghĩa tượng trưng và đều được cách điệu hoá. Cùng với các môn nghệ thuật hiện đại khác, mỹ thuật hiện đại Việt Nam cũng có những bước tiến dài từ đầu thế kỷ 20 với ảnh hưởng của nghệ thuật phương Tây thời Pháp thuộc, với các trường phái lãng mạn, hiện thực, ấn tượng, trừu tượng, siêu thực,...mặc dù chịu nhiều ảnh hưởng của phương Tây nhưng khuynh hướng mỹ thuật hiện đại của Việt Nam vẫn gắn liền với lịch sử đất nước.

### Sân khấu

Diễn viên tuồng đầu thế kỷ XX

Sự ra đời và phát triển của sân khấu dân gian Việt Nam gắn liền với đời sống nông nghiệp, múa rối nước là nghệ thuật dân gian của người nông dân làm ruộng nước ở vùng đồng bằng Bắc Bộ, thường được biểu diễn trong dịp hội hè, những lúc nông nhàn, múa rối nước là một nghệ thuật tổng hoà giữa các nghệ thuật điêu khắc, sơn mài, âm nhạc, hội họa và văn học. Cùng với múa rối nước là các môn nghệ thuật chèo, tuồng, cải lương góp phần làm phong phú nền sân khấu cổ truyền Việt Nam. Từ đầu thế kỷ 20, cùng với những ảnh hưởng của sân khấu phương Tây, nghệ thuật sân khấu hiện đại Việt Nam được bổ sung thêm các môn nghệ thuật kịch, hài kịch, xiếc, ảo thuật, múa, ballet, opera,...

### Âm nhạc
Âm nhạc cổ truyền Việt Nam cũng có truyền thống lâu đời, bắt đầu với chầu văn, quan họ, ca trù, hát ví, dân ca, vọng cổ, nhạc cung đình,...của người Việt và bên cạnh đó là âm nhạc dân gian của các dân tộc khác như hát lượn của người Tày, hát Sli của người Nùng, hát Khan của người Ê Đê, hát dù kê của người Khmer...Cùng với các môn nghệ thuật hiện đại khác, nền âm nhạc hiện đại Việt Nam từ những năm 1930 được hình thành và phát triển đến ngày nay được gọi là tân nhạc Việt Nam với các dòng nhạc tiền chiến, nhạc đỏ, tình khúc 1954-1975, nhạc vàng, nhạc hải ngoại và nhạc trẻ. Tính đến tháng 12 năm 2013, 6 trong số các hình thức âm nhạc cổ truyền Việt Nam là dân ca quan họ, ca trù, nhã nhạc cung đình Huế, hát xoan, Không gian văn hóa Cồng Chiêng Tây Nguyên (bao gồm cả âm nhạc Cồng Chiêng) và đờn ca tài tử được UNESCO vinh danh là kiệt tác di sản truyền khẩu văn hóa phi vật thể của nhân loại (ở Việt Nam cũng thường gọi là Di sản văn hóa phi vật thể của thế giới).

## Sách tham khảo
- An Nam phong tục sách, Mai Viên Đoàn Triển, Nhà xuất bản Hà Nội 2008
- Các khía cạnh văn hoá Việt Nam, Nguyễn Thị Thanh Bình - Dana Healy, Nhà xuất bản Thế giới 2006
- Cơ sở văn hóa Việt Nam, Trần Quốc Vượng (chủ biên), Nhà xuất bản Giáo dục 2009
- Lễ hội Việt Nam, Vũ Ngọc Khánh, Nhà xuất bản Thanh Niên 2008
- Một hướng tiếp cận văn hóa Việt Nam, Hồ Liên, Nhà xuất bản Văn Học 2008
- Người Việt Đất Việt, Toan Ánh - Cửu Long Giang, Nhà xuất bản Văn Học 2003
- Nói về miền Nam, Cá tính miền Nam, Thuần phong mỹ tục Việt Nam, Sơn Nam, Nhà xuất bản Trẻ 2009
- Việt Nam phong tục, Phan Kế Bính, Nhà xuất bản Văn Học 2005
- Việt Nam văn hóa sử cương, Đào Duy Anh, Nhà xuất bản Văn hóa Thông tin 2003
- Việt Nam văn minh sử cương, Lê Văn Siêu, Nhà xuất bản Thanh Niên 2004